# 오다카역 (아이치현)
오다카역(일본어: 大高駅 오오다카에키[*])은 일본 아이치현 나고야시 미도리구에 있는 도카이 여객철도 도카이도 본선의 역이다.

## 개요
나고야 시의 남동부에 위치해, 이 시의 구 안에서 가장 인구가 많은 미도리 구에 있는 역이다. 역이 있는 장소는, 미도리 구의 남서부 근처로 구·지타군 오다카 정의 지역이다.
역의 개업은 1886년에, 나고야 시내로는 아쓰타역과 함께 가장 긴 역사를 가진다. 개업 이래 일본국유철도의 역이었지만, 1987년의 민영화에 의해 도카이 여객철도로 옮겨져 있다.
도쿄역부터 고베역에 이르는 도카이도 본선의 중간역의 하나. 정차하는 열차는 도카이도 본선을 달리는 (일부는 다케토요 선으로 직통한다)보통열차만이다. 예전에는 보통 열차의 외에도, 아침 시간대의 도요하시 방면 발 나고야 방면 행 구간 쾌속이나 오가키 행 야행열차 '문 라이너 나가라'도 정차하고 있지만, 전자는 2006년 10월 1일의 운행 시간표 개정, 후자는 2009년 3월 14일의 운행 시간표 개정으로 오다카 역 정차가 소멸되고 있다.
특정 도구 시내의 제도로는, 나고야역을 중심으로 하는 '나고야 시내'의 역으로서 위치 부여할 수 있다.

## 역 구조 및 승강장

### 승강장 · 배선
오다카 역은, 승강장이 고가상에 있는 고가역이다. 승강장의 형식은 2개의 노선이 승강장을 끼워넣는 섬식 승강장이며, 승강장은 1면, 타는 곳은 2선이다. 타는 곳은 남·북쪽 방향으로 늘리는 승강장의 서쪽이 1번선, 동쪽이 2번선으로, 1번선을 하행열차, 2번선을 상행 열차가 사용하고 있다.
| 1 | ■ 도카이도 본선 | 하행 | 나고야 · 오가키 방면     |
| 2 | ■ 도카이도 본선 | 상행 | 도요하시 · 다케토요 방면 |

승강장의 북쪽에는, 보선 차량용의 짧은 유치선(측선)이 설치되어 있다.
1번선 서쪽에는, 건설이 중지된 미완성 노선으로 되었던 난포 화물선용의 선로가 있었지만, 2008년에 신 역(미나미오다카 역) 공사에 수반해서 경로 그 외가 철거되어 노반만이 남아있다. 또한 - 오다카 - 가사데라 간에 있는 덴파쿠 강을 건너는 교량은, 원래 도카이도 본선으로서 가설되었던 것이 노후화했기 때문에, 이 난포 화물선용에 가설했던 교량을 도카이도 본선에 전용하고 있다. 이 때문에 승강장부터 가사데라 방향을 보면, 본선의 선로가 화물 전용의 교량을 향해서 서쪽으로 크게 커브하고 있지만 확인한다.

### 역사 · 설비
고가역이기 때문에, 역사는 2층에 있는 승강장의 아래에 설치되어 있다. 개찰구는 1층에 1개소가 있어, 승강장과는 계단이나 엘리베이터로 연결되고 있다. 개찰구에는 TOICA 대응 자동 개찰기가 도입되어, 개찰구의 주위에는 승차권 자동 발매기나 발권 창구가 설치되어 있다. 또한, 역사 내의 개찰 옆에는 도카이 키오스크나 편의점 '벨 마트 오다카'가 영업하고 있다.
유인역의 일종인 업무위탁역이며, 도카이 교통 사업의 직원이 업무를 담당하고 있다. 또한, 관리역인 오부역의 관리하에 두고 있다.

## 역사
오다카 역은 1886년 3월, 다케토요역과 아쓰타역을 연결하는 철도 노선의 중간역으로서 개업했다. 당초의 계획에는 도쿄와 오사카를 연결하는 간선 철도는 나카센도의 경로를 건설되는 것으로 되어 있어, 이 철도의 주 역할은 간선 철도의 공사로 사용되는 자재의 수송이였다. 그러나, 개업 후도 잠시 간선 철도의 건설 경로는 나카센도부터 도카이도로도 변경되어, 오다카 역도 도카이도 경유의 간선 철도의 역으로서 편입시키는 일이 되었다. 후의 도카이도 본선의 골격으로 한 이 간선 철도가 도쿄 · 고베 간의 전체 개통했던 것은 1889년 7월의 일이다.
개업 때의 오다카 역은 단선 · 승강장 1개 만으로 역사는 없고, 승차권의 발매는 민간인이 도급하고 있었다. 역의 주변은 민가가 없고 산림 · 논밭이 넓은 장소였다고 전해진다.
개업 당시는 존재하지 않았던 역사지만, 그 후 건설되었다. 역사는 1935년 개축되어, 1962년에는 선상 역사, 1978년에는 고가 아래의 현 역사로 되었다. 선상 역사로의 개축은 역의 동쪽을 지나는 도카이도 신칸센의 건설 공사에 수반한 것으로, 나고야 철도 관리국 관내로는 첫 선상 역사였다. 현 역사로의 개축은, 1967년에 착공되었던 난포 화물선의 계획에 의해서 오다카 역 부근이 고가화되었던 것이었기 때문이다. 더욱이 현 역사의 개축 전에, 고가화 공사에 수반해서 1974년부터 임시 역사가 이전하고 있다.
현재로는 여객만을 취급하는 여객역이지만, 예전에는 화물이나 하물도 취급하고 있었다. 먼저 폐지되었던 것은 화물로, 경영 합리화의 일환으로서 1961년에 일반 화물의 취급이 폐지, 1967년에는 유니티카 오다카 공장의 전용선 화물의 취급도 폐지되어, 취급을 종료했다. 하물의 취급을 1984년에 종료되었다.

### 연표
- 1886년 3월 1일: 관설 철도의 다케토요 - 아쓰타 간 개통과 동시에 개업. 당초부터 일반역.
- 1895년 4월 1일: 선로 명칭 제정에 의해, 이 역을 지나는 노선이 '도카이도 선'으로 명명되었다.
- 1907년 6월 13일: 오부 - 이 역간 복선화.
- 1907년 9월 26일: 이 역 - 아쓰타 간 복선화.
- 1909년 10월 12일: 국유철도 선로 명칭의 제정에 의해, 이 역을 지나는 노선이 '도카이도 본선'으로 명명되었다.
- 1935년 3월 30일: 역사를 개축.
- 1953년 7월 21일: 하마마쓰 - 나고야 간의 전선화에 수반해, 구내를 전선화.
- 1958년 10월 1일: 메이테쓰 버스 나루미 선 오다카에키마에 - 후지카와바시 간이 개업.
- 1959년 12월 1일: 메이테쓰 버스 나루미 선 오다카에키마에 - 와나 간이 개업.
- 1961년 8월 1일: 전용선 발착을 제외한 화물의 취급을 폐지.
- 1962년 5월 8일: 선상 역사로 개축.
- 1967년 10월 1일: 화물의 취급을 전폐.
- 1974년 3월: 임시 역사로 이전.
- 1978년 4월: 고가역으로 개축.
- 1984년 2월 1일: 하물의 취급을 폐지.
- 1987년 4월 1일: 일본국유철도 분할 민영화에 의해, 도카이 여객철도가 승계.
- 1991년 10월 22일: 역 구내에 벨 마트의 1호점 개점.
- 2006년 11월 25일: TOICA의 이용이 가능하게 되었다.
- 2008년 3월 15일: 배리어 프리화 대응의 일환으로서의 엘리베이터를 신설.

## 이용 현황
2009년도의 승차 인원은 합계 1,718,002명이며, 1일 정도의 승차 인원은 4,707명이었다. 이 승차 인원은, 나고야 시내에 있는 도카이 여객철도의 12역의 안에서는 8번째로 많은 수치이다.
| 연도     | 여객        | 여객                 | 화물                 | 화물                 | 하물                 | 하물                 |
| 연도     | 승차인원    | 1일 정도의 승차 인원 | 발송 수              | 도착 수              | 발송 개수            | 도착 개수            |
| -------- | ----------- | -------------------- | -------------------- | -------------------- | -------------------- | -------------------- |
| 1900년도 | 65,349명    | 179명                | 4,106톤              | 886톤                |                      |                      |
| 1902년도 | 63,855명    | 175명                | 2,842톤              | 650톤                |                      |                      |
| 1907년도 | 77,231명    | 211명                | 4,015톤              | 1,101톤              |                      |                      |
| 1912년도 | 90,003명    | 247명                | 3,717톤              | 1,822톤              |                      |                      |
| 1916년도 | 102,404명   | 281명                | 4,537톤              | 3,645톤              | 9,112개              |                      |
| 1921년도 | 178,033명   | 488명                | 4,786톤              | 4,381톤              | 10,717개             | 10,167개             |
| 1926년도 | 209,301명   | 573명                | 7,946톤              | 6,578톤              | 15,161개             | 12,596개             |
| 1930년도 | 208,727명   | 572명                | 7,046톤              | 7,758톤              | 10,203개             | 13,720개             |
| 1935년도 | 291,453명   | 796명                | 5,713톤              | 18,564톤             | 14,639개             | 23,022개             |
| 1940년도 | 468,634명   | 1284명               | 10,979톤             | 14,782톤             | 36,217개             | 30,226개             |
| 1946년도 | 457,363명   | 1253명               | 778톤                | 826톤                | 8,726개              | 11,386개             |
| 1950년도 | 579,325명   | 1,587명              | 12,463톤             | 28,794톤             | 16,598개             | 17,338개             |
| 1955년도 | 729,752명   | 1,994명              | 4,981톤              | 18,581톤             | 7,303개              | 18,898개             |
| 1960년도 | 965,000명   |                      | 32,560톤             | 28,360톤             |                      |                      |
| 1965년도 | 1,228,000명 |                      | 1,011톤              | 7,342톤              |                      |                      |
| 1970년도 | 1,207,000명 |                      | （1967년 취급 폐지） | （1967년 취급 폐지） |                      |                      |
| 1975년도 | 1,039,419명 | 2,840명              |                      |                      | 8,888개              | 13,865개             |
| 1980년도 | 1,178,202명 | 3,228명              |                      |                      | 7,014개              | 14,863개             |
| 1985년도 | 1,291,209명 | 3,538명              |                      |                      | （1984년 취급 폐지） | （1984년 취급 폐지） |
| 1990년도 | 1,736,289명 | 4,757명              |                      |                      |                      |                      |
| 1995년도 | 2,022,143명 | 5,525명              |                      |                      |                      |                      |
| 2000년도 | 2,062,795명 | 5,651명              |                      |                      |                      |                      |
| 2005년도 | 2,155,365명 | 5,905명              |                      |                      |                      |                      |
| 2006년도 | 2,183,736명 | 5,983명              |                      |                      |                      |                      |
| 2007년도 | 2,279,237명 | 6,227명              |                      |                      |                      |                      |
| 2008년도 | 2,413,961명 | 6,613명              |                      |                      |                      |                      |
| 2009년도 | 1,718,002명 | 4,707명              |                      |                      |                      |                      |

## 역 주변
역 주변은 주택지이다. 역의 서쪽을 덴파 강 · 오기 강의 지류인 오다카 강이 흐르고 있어, 강가의 지역은 구·오다카 정의 중심부이다.
역의 주위에는, 이마가와 요시모토와 오다 노부나가가 충돌했던 오케하자마 전투와 관련한 성이나 요새의 자취가 3곳이 있다. 1번째는 후에 도쿠가와 이에야스라고 한 마쓰다이라 모토마스가 입성했던 곳이 있는 오다카 성으로, 역의 남쪽에 공원(오다카 성지 공원)으로서 남아져 있다. 2번째는 역의 바로 동쪽의 산에 쌓아졌던 와시즈 성채, 3번째는 남동쪽에 있는, 마루네 성채로, 이 2개의 성채는 이마가와 세력과 오다 세력이 격전을 벌였던 장소이다. 와시즈 성채의 터는 와시즈 성채 공원이라고 하는 공원으로 되어 있다. 또한 옛부터 있는 사원이나 신사도 점재해 있어, 나루미하치만 궁, 묘초인, 슌코인(모두 조동종), 조주지(임제종)가 주변에 있다.
그 외의 주요 주변시설은 이하와 같다.
- 선클 K 오다카에키마에 점
- 아이치 신용 금고 오다카 지점
- 아이치 은행 오다카 지점
- JA나고야 오다카 지점

역의 주위를 지나는 주요 도로에는, 역 앞 광장이 접하는 아이치 현도 23호선 히가시우라나고야 선이나 역의 동쪽을 지나는 아이치 현도 제50호선 나고야헤키난 선, 북쪽을 지나는 아이치 현도 제59호선 나고야나카 환상선이 있다. 남서쪽에는 국도 제23호선과 나고야 고속도로 제3호선 오다카 선, 지타반도 도로가 모인 오다카 IC, 오다카 출입구가 개설되어 있다.

## 인접 역
| 도카이 여객철도 도카이도 본선       | 도카이 여객철도 도카이도 본선 | 도카이 여객철도 도카이도 본선 |
| ----------------------------------- | ----------------------------- | ----------------------------- |
| 미나미오다카 하마마쓰·시즈오카 방면 | ■ 도카이도 본선               | 가사데라 도요하시·나고야 방면 |